# Sipanik
Sipanik là một đô thị thuộc tỉnh Ararat, Armenia. Dân số ước tính năm 2011 là 772 người.